# Delovoï tsentr (métro de Moscou, ligne Solntsevskaïa)
Pour les articles homonymes, voir Delovoï tsentr.
Delovoï tsentr (en russe : Делово́й це́нтр et en anglais : Delovoy Tsentr) est une station de la ligne Kalininsko-Solntsevskaïa (ligne 8 jaune) du métro de Moscou, située sur le territoire du raïon Presnenski dans le district administratif central de Moscou.

## Situation sur le réseau
Établie en souterrain, à 23 mètres sous le niveau du sol, la station Delovoï tsentr est située au point 062+45,4 de la ligne Kalininsko-Solntsevskaïa (ligne 8 jaune), sur un tronçon qui ne comporte que deux stations ouvertes Park Pobedy et Delovoï tsentr.